# Validité sociale
La validité sociale est un concept introduit en 1978 par Wolf dans le champ de l'analyse appliquée du comportement pour évaluer l'acceptabilité et la viabilité perçue d'une intervention.
Un champ d'application de ce concept est l'acceptabilité sociale qui est définie comme suit : « Assentiment de la population à un projet ou à une décision résultant du jugement collectif que ce projet ou cette décision est supérieur aux alternatives connues, incluant le statu quo »
Dans le cadre d'une intervention psychologique, la validité sociale est constituée de :
- la signification sociale des objectifs

Les objectifs de l'intervention sont-ils cohérents avec les attentes de la société ?
- l'adéquation des procédures

Les procédures sont-elles acceptables ? Les fins justifient-elles les moyens ?
- l'importance sociale des effets

Les résultats sont-ils satisfaisants pour les bénéficiaires et pour la société ?